# 永地
永地（えいち）とは永代にわたって保有・用益出来る土地の意味。長地と表記して「ながち」と読ませる場合もある。後には永代売の対象となった土地を指すようになる。

## 概要
「永地」という言葉そのものは平安時代中期の土地売券（康保3年5月10日付「志摩国答志郡少領島実雄治田売券」）が初出で、中世を通じて用いられている。当初は賃租などの期間を定めない用益権売買の対象地を指したとみられている。
鎌倉時代に入り永代売が広く行われるようになると、質券などによる一時的売買の体裁を採った土地売買と区別するため、あるいは共同体に属する土地（自由な土地売買が不可能な土地）と区別するために、当該土地が売買可能な私有地で権利が移転したことを明示するために「永地と定める」ことを売券の文言に明記する必要が生じたと考えられている。